# Dawid Nowak
Pour les articles homonymes, voir Nowak.
Dawid Nowak, né le 30 novembre 1984 à Hrubieszów, est un footballeur polonais. 

## Carrière
- 2002–2003 :  UKS SMS Łódź
- 2003–2005 :  Zdrój Ciechocinek
- 2004–2005 : →  Toruński KP
- 2006-2013 :  GKS Bełchatów
- 2013-2014 :  Cracovia[1]

## Sélections
- Il compte sept sélections avec la Pologne, la première le 2 février 2008 contre la Finlande.

## Palmarès
- Vice-champion de Pologne : 2007
- Finaliste de la Coupe de la Ligue polonaise : 2007
- Finaliste de la Supercoupe de Pologne : 2007